# Esperi Care
Esperi Care Oy är ett privat vårdbolag som är verksamt i Finland.  Bolaget erbjuder boendetjänster för äldre, mentalvårds- och missbruksklienter samt personer med utvecklingsstörning. Vårdbolaget erbjuder också läkartjänster. Esperi Care ägs av det brittiska börsbolaget Intermediate Capital Group (ICG), det finländska pensionsförsäkringsbolaget Ilmarinen och Esperi Cares egen operativa ledning. 
Esperi Care kom till 2001 då Finlands Röda Kors bolagiserade en del av sin affärsverksamhet. Esperi Care har de senaste åtta åren köpt upp 120 företag i branschen.